# 思春期 (エドヴァルド・ムンク)
『思春期』（ししゅんき、ノルウェー語: Pubertet、英語: Puberty）は、ノルウェーの画家のエドヴァルド・ムンクが制作した油彩絵画作品。子供から大人への過渡期にある少女を描いている。絵のモデルは一説によると結核により15歳で世を去ったムンクの姉のソフィーエであると言われている。